# Колекторна вулиця
Коле́кторна ву́лиця — вулиця в Дарницькому районі міста Києва, місцевості Бортничі, Осокорки. Пролягає від Харківської площі до вулиці Маслівка. Наскрізного проїзду вулицею немає.
Прилучаються Кам'янська вулиця, провулки Високовольтний та Колекторний, озера Вирлиця та Тягле.

## Історія
Вулиця виникла в 50-ті роки XX століття під назвою Нова. Сучасна назва — з 1957 року. 

## Установи та заклади
- Бортницька станція аерації — комплекс очищувальних споруд міської каналізації;
- Завод «Радіовимірювач»;
- Навчально-науковий інститут №3 Національної академії внутрішніх справ (Київський юридичний інститут МВС України).